# World Online
World Online (nom complet : World Online France ; surnom interne : WOLF) était un fournisseur d'accès à Internet français créé fin 1998 par World Online International (WOLI, la maison-mère sise aux Pays-Bas) et par d'autres actionnaires dont Bouygues Telecom.

## Historique

### L'offre pionnière
World Online s'est fait connaître sur le marché français en proposant dès le 1er avril 1999 une offre d'accès illimité en RTC. La gratuité de l'abonnement et la seule facturation des minutes consommées n'avaient jusqu'alors jamais été proposées.
Cette offre était présentée pour les 200 000 premières inscriptions. Cette échéance ne fut jamais atteinte, la tourmente financière qui emporta le groupe interrompant cette campagne.

### Le krach
Peu après l'introduction du groupe en Bourse le 17 mars 2000 avec un cours d'ouverture de 43 euros, un scandale financier éclate, notamment autour de la personne de Nina Brink, dirigeante du groupe européen, accusée d'avoir cédé ses parts préalablement au prix de 6 euros. L'action dont le cours était rapidement monté à plus de 50 euros chute brutalement et perd plus de 80 % de sa cotation. Le 13 avril 2000, Nina Brink est destituée de son poste de PDG.
Cette affaire contribuera à l'effondrement de la bulle Internet en Europe.
Comme d'autres FAI français (LibertySurf, Infonie, Freesbee, etc.), World Online France sera racheté au printemps 2001 par l'opérateur italien Tiscali, dont les activités ont ensuite été reprises par Alice (groupe Telecom Italia France), elle-même rachetée par Iliad, la maison mère de Free.

### Autres acteurs de l'accès internet bas débit  sans abonnement
- Free
- Liberty Surf
- Freesurf
- Freesbee
- Oreka